# Žiroskop
Giroskóp, tudi giroskòp in žiroskóp/žiroskòp je naprava, ki ponazarja in izrablja načelo ohranitve vrtilne količine v fiziki. Giroskop je simetrična vrtavka obešena v kardanski sklop. Simetrična vrtavka je rotacijsko simetrično togo telo, ki se giblje okrog nepremičnega osišča (se vrti okrog nepomične točke). Pri tem se trenje zanemari in na takšno vrtavko ne delujejo nobene zunanje sile. Vztrajnostni moment vrtavke {\displaystyle J_{\zeta }} okrog njene glavne osi, ki se pokriva z geometrijsko osjo, ni enak vztrajnostnima momentoma okrog drugih dveh glavnih osi {\displaystyle J_{\xi }} in {\displaystyle J_{\eta }}. Za simetrično vrtavko je {\displaystyle J_{\xi }=J_{\eta }}.
Ko se giroskop enkrat vrti, se skuša upirati spremembam smeri gibanja. Pri tem opravlja Poinsotovo gibanje. Giroskop je izumil in imenoval leta 1852 Jean Bernard Léon Foucault za svoj še drugi preskus vrtenja Zemlje. Njegov giroskop je bil sestavljen iz valja, togo vezanega na os, ki je ležala s čim manjšim trenjem v kardanskem sklopu. Istega leta je s Personom potrdil vrtenje Zemlje orog svoje osi še na ta način. Valj se zavrti, na primer tako, da se nanj navije dolgo vrv in se jo na hitro potegne. Smer osi ostaja zaradi vztrajnosti nespremenjena. Če se os dovolj časa vrti, se lahko opazi kako podpora, na kateri leži kardanski sklop, in s tem sama Zemlja, rotira glede na os.
Pri giroskopu se poleg drugih pojavov opazi precesija. Z giroskopi so izdelani girokompasi, ki zamenjajo magnetne kompase (v letalu, raketi ali vesoljskem plovilu), za stabilizacijo (kolo, železnica na enem tiru, Hubblov vesoljski daljnogled, nameritev letalske bombe, ladja (Schlickova ladijska vrtavka)), za zalogo vrtilne količine (navorna kolesa) in za ohranjanje in prenos energije v nekaterih strojih. Takšen primer je vztrajnik v motorju. Giroskopski pojav se uporablja v mnogih različnih igračkah, kot so jojoji in girosukala (Dynabee, SuperGyro, TheraBee, MagnaBee, DYNAMO, GyroTwister) ali v vadbenih pripomočkih (TheraGrip, TheraBar, Raqueteer, Double Dynamite, THERAGOLF, MOTOCROSS).
Osnovna enačba za dinamični opis gibanja giroskopa je določena z zakonom o vrtenju:
{\displaystyle \mathbf {M} ={\frac {\mathrm {d} \mathbf {\Gamma } }{\mathrm {d} t}}=J{\frac {\mathrm {d} \mathbf {\omega } }{\mathrm {d} t}}=J\mathbf {\alpha } \!\,,}
kjer so vektorji M navor glede na osišče, Γ vrtilna količina giroskopa, ω njegova kotna hitrost, α njegov kotni pospešek in skalar J njegov vztrajnostni moment,.
Navor M, ki je pravokoten na os vrtenja in zato pravokoten na Γ, povzroča gibanje pravokotno na M in Γ. To gibanje je precesija. Kotna hitrost precesije ωp je:
{\displaystyle \mathbf {M} ={\omega }_{p}\times \mathbf {\Gamma } \!\,.}
Precesija se pojasni z izrekom o vrtilni količini in se jo lahko predstavlja tako, da se postavi os dovolj hitro se vrtečega giroskopa vodoravno ter se ga prosto spusti na eni strani. Namesto, da bo padel, kakor bi se pričakovalo, se navidezno upira težnosti in njegova os ostaja v vodoravni legi tudi, če na eni strani ni podprt. Prosti konec osi počasi opisuje krožnico v vodoravni ravnini. Ta pojav opisujeta zgornji enačbi. Navor giroskopa povzročata dve sili: težnost, ki deluje navzdol na njegovo težišče in enaka sila navzgor, ki podpira eno stran. Gibanje, ki izhaja iz navora, ni usmerjeno navzdol, kot bi se najprej pričakovalo, da bo sililo napravo proti tlem, ampak je pravokotno na gravitacijski navor (navzdol) in na os vrtenja (stran od podporne točke), to je v vodoravni smeri naprej. Tako naprava počasi kroži okrog podporne točke.
Kakor kaže druga enačba, je pod vplivom stalnega navora zaradi težnosti kotna hitrost precesije giroskopa obratno sorazmerna z njegovo vrtilno količino. To pomeni, da ker trenje povzroča upočasnitev vrtenja, povprečna hitrost precesije narašča. To traja vse dotlej, dokler se naprava lahko vrti dovolj hitro, da zdrži svojo lastno težo. Tedaj neha precesirati in pade s podpore.
Če os giroskopa pade v ravnino poldnevnika, potem Zemljino vrtenje s kotno hitrostjo ωZ povzroča na zemljepisni širini φ navor M z velikostjo:
{\displaystyle \left|\mathbf {M} \right|=\left|{\frac {\mathrm {d} \mathbf {\Gamma } }{\mathrm {d} t}}\right|=\left|\mathbf {\Gamma } \right|\omega _{Z}\sin \varphi =J\omega \omega _{Z}\sin \varphi \!\,.}
Ker navor M leži v vodoravni ravnini, ne povzroča spreminjanje smeri osi giroskopa. Če os giroskopa pade v smer vzhod - zahod, je navor:
{\displaystyle \left|\mathbf {M} \right|=\left|{\frac {\mathrm {d} \mathbf {\Gamma } }{\mathrm {d} t}}\right|=\Gamma \omega _{Z}=J\omega \omega _{Z}\!\,.}
Navor leži v ravnini poldnevnika in je pravokoten na Zemljino os. Njegova komponenta zaradi Coriolisove sile:
{\displaystyle M_{1}=M\cos \varphi =J\omega \omega _{Z}\cos \varphi \!\,.}
v smeri Zemljinega polmera skuša poravnati os giroskopa skupaj s sklopom v ravnino poldnevnika.